# コビトホラシノブ
コビトホラシノブ（Odontosoria minutula）はシダ植物門ホングウシダ科ホラシノブ属の常緑性多年草。
日本で見つかっているホラシノブ属のシダ植物の中で最小種。

## 概要
山地森林中の渓流沿いの岩の上にコケとともに生育する渓流植物である。
1964年、鹿児島大学林学教室の佐藤三千代が、鹿児島県奄美大島の住用川上流で発見し、
東京大学農学部森林植物学教室の倉田悟によって、コビトホラシノブと名付けられた。
和名は、小さな葉が群生する様子が手のひらを広げて踊る森の小人を連想させることから。
奄美大島固有種とされていたが、南西諸島の他の島で発見されたという報告もある。

## 特徴
根茎は茶褐色で、長さ1mm前後の鱗片をまとい、太さは直径1mmほどで、横に匍匐して伸び、そこから少し間隔をあけて葉柄が伸びる。
野生種の葉柄は長さ5-10mm、葉柄の先に2-3cmの卵形または長楕円形の葉身がつき、2回または3回羽状で、2-4対の小羽片を持つ。
一方、栽培種の葉は長さ3-14cmまで大きく育ち、狭い三角楕円形または細長い長楕円形で、4-10対の小羽片を持つ。栽培された完全に稔性の葉では、葉身は基部で3回羽状である。
他のホラシノブ属と異なる特徴の1つは、斜扇形に深く切れ込んだ小羽片と狭い楔形の裂片であり、これらは野生種・栽培種に共通の特徴である。
胞子は楕円形で、全体的に滑らかな表面を持つ。

## 保護
生息地が限られ、気候変動による生息環境の変化により、野生種の絶滅が危惧されるため、
IUCNと環境省の両方のレッドリストで、絶滅危惧IA類(CR)に分類されている。
鹿児島県のレッドデータでは、絶滅危惧1類：絶滅の危機に瀕している種に分類されている。